# Руйнування (механіка)

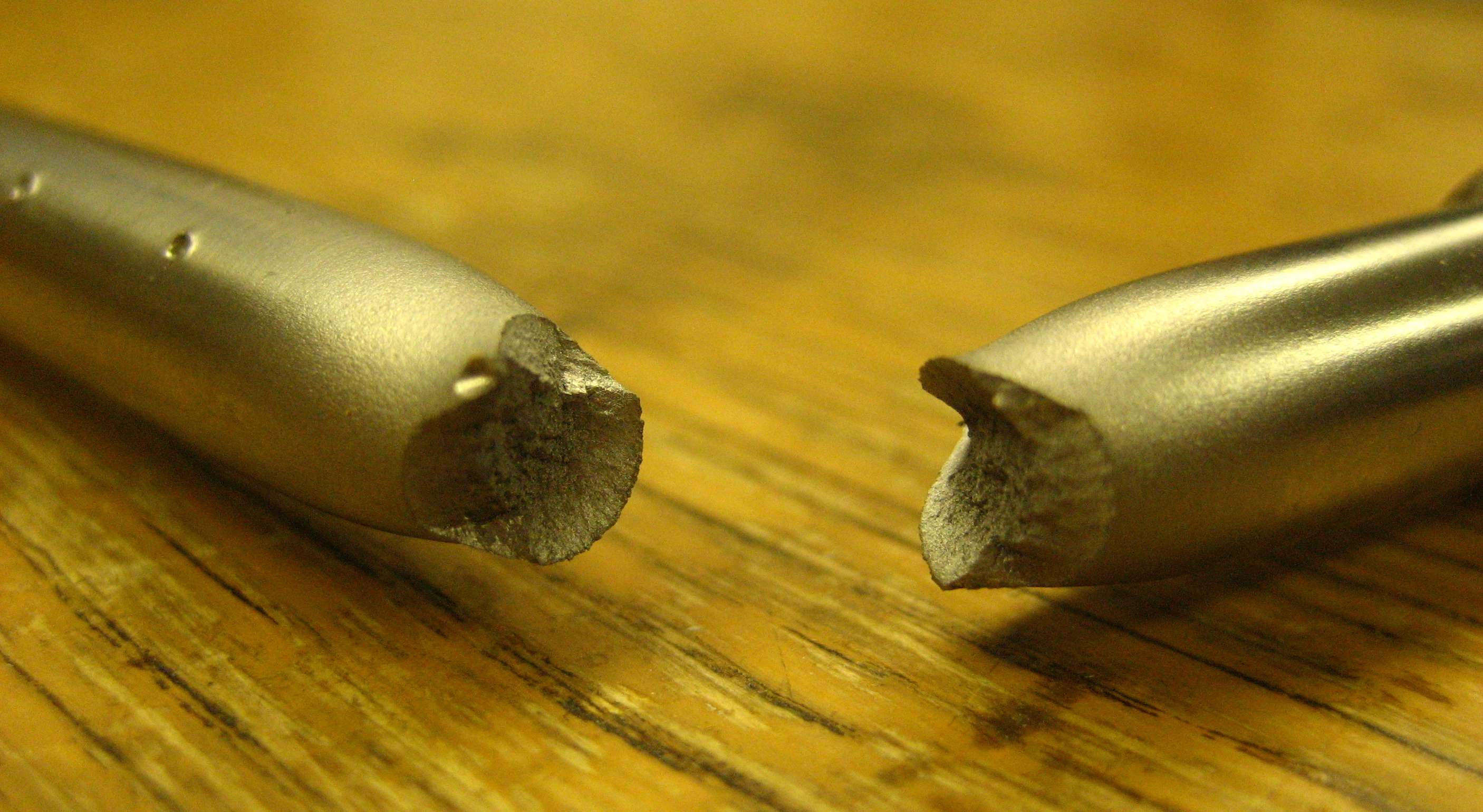
Зразок металевого матеріалу після в'язкого руйнування в умовах розтягу

Руйнува́ння (англ. fracture; failure) або руйнува́ння матеріа́лу у механіці деформівного твердого тіла — зародження та розвиток у матеріалі дефектів і (або) розділення об'єкта на частини.

## Основні поняття
У широкому розумінні слова під руйнуванням розуміється досягнення матеріалом такого стану, коли порушується конструктивна функція твердого тіла і воно стає непридатним до експлуатації. У прямому, але вужчому розуміння слова, під руйнуванням (як вичерпанням міцності) розуміється поділ тіла на частини. Визначення механічних напружень чи деформацій в тілах ще не дає відповіді на питання про їх реальну міцність. Тому, основною областю застосування таких наук як опір матеріалів, так і в цілому механіки деформівного твердого тіла є оцінка міцності реальних матеріалів та елементів конструкцій з врахуванням умов їх експлуатації.

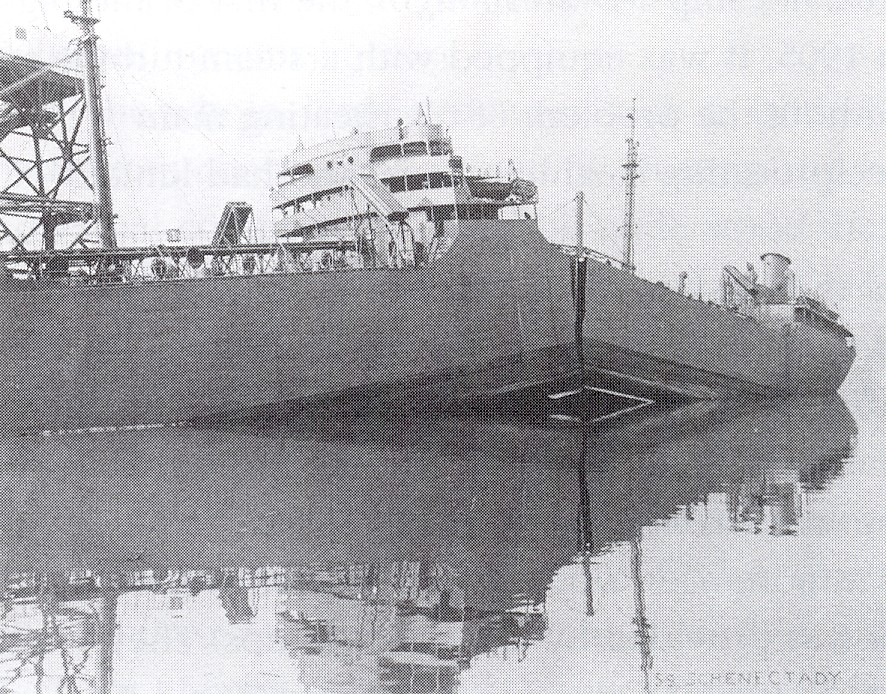
Катастрофа танкера «Скенектаді» (SS Schenectady) від крихкого руйнування корпусу

Очевидно, що для пластичних матеріалів під руйнуванням слід розуміти можливість появи неприпустимо великих деформацій у деталі чи конструкції, що приводить до втрати ними свого функціонального призначення. Слід зауважити, що для пластичних матеріалів виконання умови пластичності в одній точці тіла ще не означає втрати несучої здатності тіла в цілому. Тому розрахунок за методом допустимих напружень для пластичного матеріалу безумовно гарантує міцність елементу конструкції. У той же час деформації залишаються в межах допуску, і тому виявляється значний резерв міцності. При збільшенні зовнішнього навантаження зони досягнення пластичності розширюються і, нарешті, зливаються у результаті чого тіло зазнає значних деформацій. Тому, для пластичних матеріалів основою розрахунку на міцність є розрахунок за методом допустимих навантажень.
З іншого боку, пластичні матеріали за низьких температур руйнуються без помітних пластичних деформацій. Таке руйнування називають крихким і воно настає в результаті розриву матеріалу. Руйнування крихкого матеріалу починається локально з окремої мікротріщини шляхом її розростання. Локальне руйнування служить джерелом концентрації напружень і може послужити початком миттєвого руйнування тіла в цілому шляхом поділу на частини. Тому розрахунок крихких матеріалів на міцність за допустимими напруженнями у найнапруженішій точці тіла є у багатьох випадках виправданим.
Поділ матеріалів на пластичні й крихкі є умовним. Наприклад, крихкі матеріали (бетон, граніт тощо) при високому тиску і температурах виявляють значні пластичні деформації.
Істотну роль в оцінці міцності відіграє час. Руйнування є процесом, що розгортається в часі, і тому може відбутися за різних напружень. Так, в умовах повзучості вводиться поняття часу руйнування, границі тривалої міцності (напруження, що приводить до руйнування через певний час). Іншими факторами, що суттєво впливають на поведінку матеріалів в умовах механічних навантажень є температура та середовище експлуатації.
Отже, проблема міцності та руйнування залежить від багатьох факторів і є складною.

## Напруження руйнування

Діаграма розтягу пластичного матеріалу (конструкційної сталі)
1. Границя міцності
2. Границя плинності
3. Руйнування
4. Область деформаційного зміцнення
5. Область деформаційного знеміцнення
A: Умовне напруження (F/A_{0})
B: Істинне напруження (F/A)

Напруження руйнування розривом — це напруження розтягу, при якому випробувальний зразок зазнає руйнування. Ця характеристика, переважно, визначається для даного зразка при випробуванні на розтяг на розривних машинах за діаграмою деформування. Вона відповідає крайній правій точці на діаграмі.
Пластичні матеріали зазнають руйнування при навантаженнях, менших за границю міцності на розрив, тоді як в крихких матеріалів навантаження руйнування еквівалентне границі міцності. Якщо пластичний матеріал досягає своєї границі міцності на розтяг в умовах контрольованого навантаження, він буде продовжувати деформуватись без зростання навантаження аж до руйнування. Однак, при розтягненні в умовах контрольованого переміщення буде спостерігатись зменшення навантаження.
Якщо діаграму деформування виразити в істинних напруженнях і деформаціях то вона не буде мати спадної частини перед руйнуванням, оскільки істинне напруження розраховується за фактичною площею поперечного перерізу, яка зменшується в умовах розтягування. Істинне питоме навантаження на матеріал під час розриву відоме як напруження руйнування. Це максимальне напруження на істинній діаграмі деформування (точка 3 на кривій В).

## Класифікація видів руйнувань
За своїм характером руйнування можна розділити на наступні види.

### В'язке (пластичне) руйнування
В'язке руйнування — руйнування, що супроводжується розвитком пластичних деформацій у матеріалі. Відбувається після суттєвої пластичної деформації, що відбувається по всьому або майже по всьому об'єму тіла. Прикладом в'язкого руйнування може служити розрив зразка з відпаленої міді після 100% звуження шийки при розтягуванні, що відбувається в результаті втрати здатності матеріалу чинити опір пластичній деформації.

### Крихке руйнування

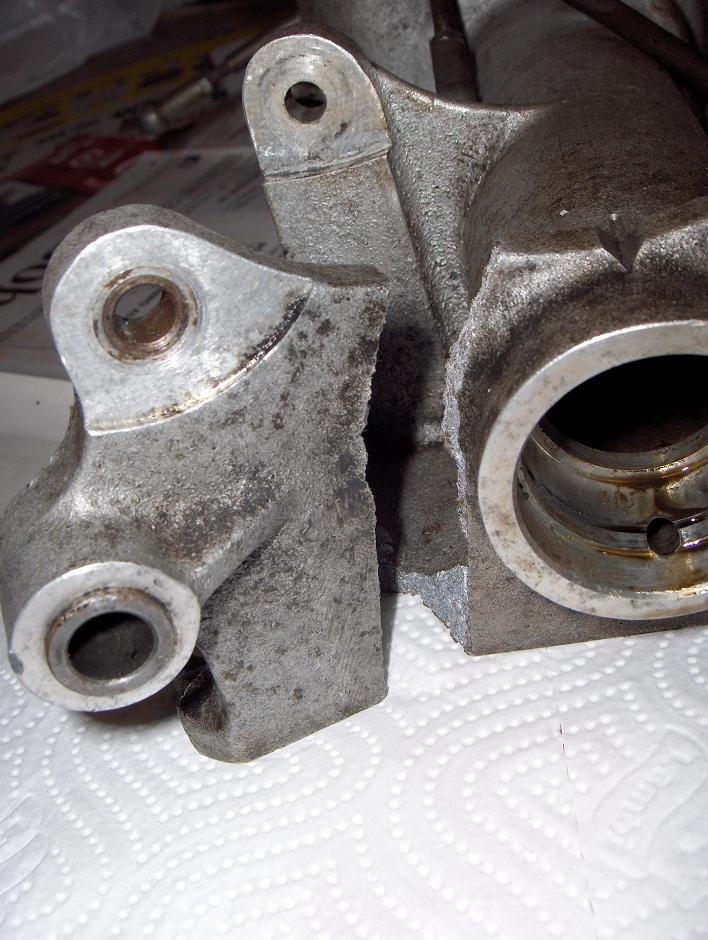
Крихке руйнування деталі з алюмінієвого сплаву

Крихке руйнування — руйнування без слідів пластичних деформацій у матеріалі. Відбувається в результаті поширення магістральної тріщини після пластичної деформації, зосередженої в області дії механізму руйнування. Крихке руйнування поділяється на ідеально крихке і квазікрихке (ніби-то крихке).
Ідеально крихке або крихке руйнування відбувається без пластичної деформації. Після руйнування можна заново скласти тіло колишніх розмірів з осколків без зазорів між ними.
Квазікрихке руйнування припускає наявність пластичної зони перед краєм тріщини (локальна зона пластичної деформації) і наклепаного матеріалу біля поверхні тріщини. Решта, значно більший за величиною, об'єм тіла знаходиться при цьому в пружному стані.

### Втомне руйнування

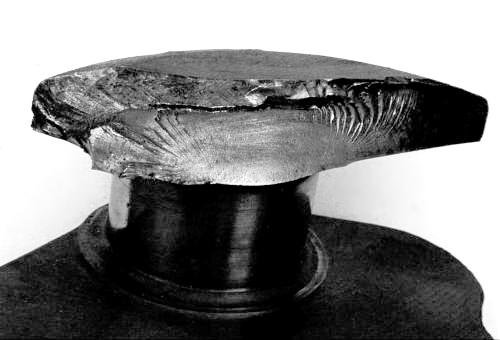
Руйнування від втоми щоки колінчастого вала. Нижня зона зламу: втомне руйнування. Верхня зона: зона крихкого доламу

Втомне руйнування — руйнування матеріалу під дією повторно-перемінних (часто циклічних) напружень в результаті накопичення незворотних ушкоджень. При цьому виді руйнування на поверхні тіла спочатку з'являються мікротріщини, одна з яких в результаті багаторазового прикладання навантаження розростається до макротріщини з наступним повним руйнуванням зразка або деталі машин. Розрізняють багатоциклову або малоциклову втому.
Багатоциклова втома або просто втома характеризується номінальними напруженнями, меншими за границю плинності; повторне навантаження відбувається в пружній області аж до руйнування. Число циклів навантажувань становить 105 і більше.
Малоциклова втома характеризується номінальними напруженнями, що перевищують границю плинності. При кожному циклі навантаження в тілі виникає макроскопічна пластична деформація. При такому виді навантаження число циклів навантажувань до руйнування не перевищує 104…105.

### Руйнування в умовах повзучості

Схематичне зображення тристадійного зростання видовження у часі в умовах повзучості, яке закінчується руйнуванням

Руйнування в умовах повзучості спостерігається при навантаженнях за досить високих температур в полікристалічних металах та в пластмасах. За цих умов у металевих матеріалах зв'язки на границі кристалічних зерен стають слабшими, ніж самі зерна, і значна частина деформації повзучості відбувається за рахунок ковзання зерен одне відносно одного. Це ковзання має характер в'язкої течії, яка зазнає опору, так як зерна через неправильну форму взаємодіють з сусідніми зернами. Ковзання стає можливим за рахунок пластичної деформації зерен і супроводжується появою міжзеренних тріщин, котрі призводять до руйнування. Розрізняють декілька різновидів такого руйнування.
Процес повзучості, як правило, можна розділити на три стадії: 1 — Неусталену, або первинну, повзучість, під час якої швидкість деформації зменшується; 2 — усталену, або вторинну, повзучість, при якій швидкість деформації практично є постійною, і 3 — третинну повзучість, при якій швидкість деформації повзучості збільшується (часто досить швидко) аж до руйнування. Такий вид руйнування часто називається розривом при повзучості.
Термічна релаксація спостерігається, коли в процесі повзучості, що приводить до релаксації попередньо напруженої або деформованої деталі, її розміри змінюються так, що деталь вже не може виконувати призначеної їй функції. Наприклад, якщо попередньо напружені болти посудини, що працює в умовах високих температур, релаксують внаслідок повзучості так, що навантаження від максимального тиску перевищує попереднє навантаження і герметичність з'єднання порушується, говорять, що болти руйнуються внаслідок термічної релаксації.
Розрив при короткочасній повзучості тісно пов'язаний з процесом повзучості, однак при цьому значення напружень і температури є такими, що елемент в'язко розділяється на дві частини за відносно короткий період часу. За цих умов період усталеної повзучості є дуже нетривалим або відсутнім зовсім.

### Корозійне руйнування

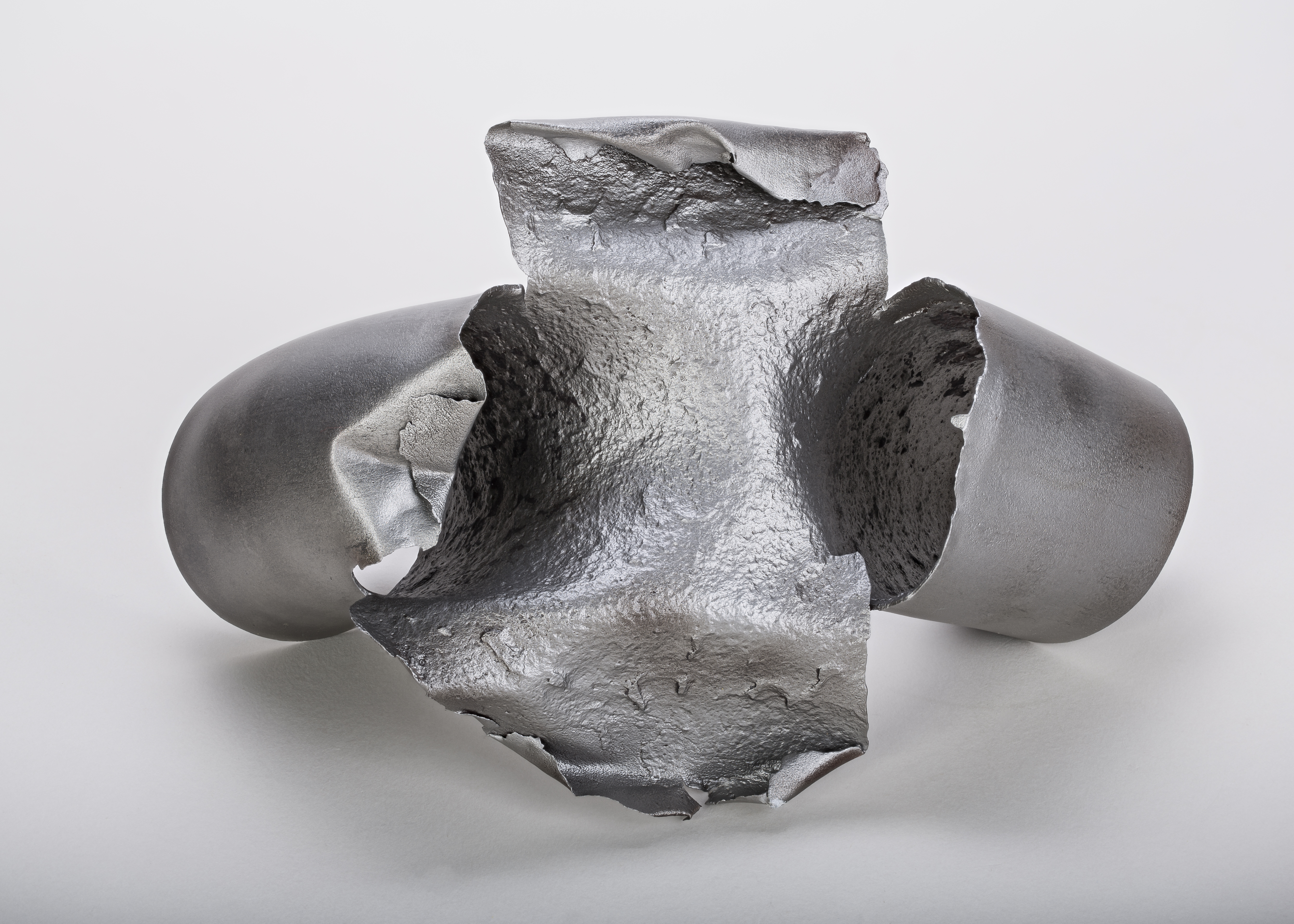
Руйнування паропроводу в результаті корозійної ерозії

Корозійне руйнування відбувається за рахунок хімічних і електрохімічних процесів і реакцій. Корозія зазвичай не змінює механічних властивостей матеріалу, а призводить через ерозію матеріалу до поступового рівномірного зменшення розмірів навантаженої деталі чи появи концентраторів напружень, наприклад, внаслідок поступового розчинення. В результаті напруження, що діють в небезпечному перерізі, зростають і, коли вони перевищать граничний рівень, відбудеться руйнування. Розрізняють декілька різновидів корозійного руйнування.
Руйнування в результаті корозії під напруженням спостерігається, коли механічні напруження призводять до виникнення локальних поверхневих тріщин, розташованих зазвичай вздовж границь зерен, в деталі, що знаходиться в корозійному середовищі. Часто утворення тріщин ініціює початок процесів руйнування інших видів. Руйнування в результаті корозії під напруженням являє є небезпечним видом корозійного руйнування, до якого схильні чавуни, сталі, мідні та алюмінієві сплави.
Руйнування внаслідок корозійного зносу є складним видом руйнування, при якому несприятливі наслідки корозії і зносу призводять сумісно до втрати працездатності деталі. У процесі корозії часто утворюються тверді абразивні частки, які прискорюють зношування, а в процесі зношування в свою чергу з поверхні постійно видаляються захисні шари і оголюється свіжий метал, що прискорює корозію. Взаємний вплив цих процесів один на одного істотно підвищує небезпеку руйнування.
Корозійна втома являє собою складний вид руйнування, при якому спільно позначаються несприятливі ефекти корозії і втоми, що призводять до руйнування. У процесі корозії на поверхні металу часто утворюються ямки, що стають концентраторами напружень. У результаті концентрації напружень процес втомного руйнування прискорюється. Крім того, тріщини в тонкому шарі продуктів корозії служать зародками втомних тріщин, що поширюються в основний метал. З іншого боку, в результаті дії циклічних напружень або деформацій відбувається розтріскування і відшаровування продуктів корозії, тобто відкривається доступ корозійного середовища до свіжого металу. Таким чином, обидва процеси прискорюють один одного, і небезпека руйнування зростає.

### Інші види руйнування
До інших видів руйнування можуть бути віднесені: брінелювання, кавітаційне руйнування, зношування (абразивне, ударне, адгезійне тощо), фретинг, руйнування внаслідок радіаційного ушкодження, руйнування внаслідок втрати конструктивної стійкості тощо.